# ماتيو هرفاتين
ماتيو هرفاتين (بالكرواتية: Mateo Hrvatin)‏ مواليد 15 أغسطس 1980 في رييكا، كرواتيا، هو لاعب كرة يد كرواتي معتزل تحول إلى التدريب بعد الاعتزال لعب كجناح أيسر. مثل منتخب كرواتيا لكرة اليد في 15 مباراة. حقق المركز الثاني في بطولة العالم لكرة اليد للرجال 2009.

## الإنجازات
كلاعب
- الدوري الكرواتي لكرة اليد
  - الفوز(1): 2008-09
- بطولة العالم لكرة اليد للرجال 2009 - المركز الثاني

## روابط خارجية
- ماتيو هرفاتين على موقع الاتحاد الأوروبي لكرة اليد (الإنجليزية)